# Aleksiej Grieczkin
Aleksiej Aleksandrowicz Grieczkin (ros. Алексей Александрович Гречкин; ur. 15 marca?/27 marca 1893 we wsi Karpionka, zam. 30 sierpnia 1964 w Moskwie) – radziecki wojskowy, generał lejtnant.

## Życiorys
Urodził się we wsi Karpionka w guberni samarskiej.
W 1914 roku został powołany do armii rosyjskiej, gdzie w 1915 roku ukończył w 1915 roku 3 Petersburską Szkołę Chorążych. Następnie jako oficer brał udział w walkach na Froncie Zachodnim, Rumuńskim i południowo-Zachodnim. Po wybuchu rewolucji lutowej został wybrany dowódcą batalionu i wszedł w skład komitetu żołnierskiego pułku. W styczniu 1918 roku został zdemobilizowany w stopniu sztabskapitana.
Po demobilizacji wrócił do rodzinnej wsi, gdzie rozpoczął pracę jako nauczyciel, jednocześnie podjął studia nauczycielskiej w Moskwie.
W lipcu 1918 roku wstąpił jako ochotnik Armii Czerwonej. Początkowo został pomocnikiem sztabu wojsk Dońskiej Republiki Radzieckiej, a potem był oficerem do zleceń w pociągu głównodowodzącego sił bolszewickich Lwa Trockiego. W październiku 1918 roku został pomocnikiem szefa wydziału inspekcji 9 Armii. Następnie jako dowódca batalionu i zapasowego pułku strzeleckiego walczył w składzie 9 Armii na Froncie Południowym.
Po zakończeniu działań bojowym służył w Północnokaukaskim Okręgu Wojskowym. Początkowo jako pomocnik dowódcy 37 Samodzielnej Brygady Strzeleckiej, a potem dowódca 111 pułku strzeleckiego. Od czerwca 1922 roku był zastępcą dowódcy 37 pułku strzeleckiego 13 Dywizji Strzeleckiej. W lipcu 1923 roku został dowódcą samodzielnego batalionu wartowniczego w Rostowie nad Donem. Po czym od lipca 1924 roku był dowódcą 64 pułku strzeleckiego 22 Dywizji Strzeleckiej. Następnie został skierowany na kurs dowódców Armii Czerwonej „Wystriał”, który ukończył w 1926 roku. Po jego ukończeniu został dowódcą 9 pułku strzeleckiego 3 Dywizji Strzeleckiej. Na jego czele wziął udział w walkach z basmaczami na terenie Turkiestanu. W grudniu 1932 roku został zastępcą dowódcy, a potem dowódcą 15 Dywizji Strzeleckiej w Ukraińskim Okręgu Wojskowym. Od marca 1936 roku był szefem wydziału szkolenia Kijowskiego Okręgu Wojskowego. We wrześniu 1938 roku został pomocnikiem 13 Korpusu Strzeleckiego. Po czym został skierowany na wyższy kurs dowódczy w Akademii Wojskowej im Woroszyłowa. Po jej ukończeniu w 1939 roku pozostawał w dyspozycji dowództwa Kijowskiego Okręgu Wojskowego (Front Ukraiński) biorąc w ten sposób udział w agresji ZSRR na Polskę w 1939 roku. Następnie w listopadzie 1939 roku został dowódcą 1 Dywizji Strzeleckiej Fińskiej Armii Ludowej (Fińska Republika Demokratyczna) i na jej czele wziął udział w wojnie radziecko-fińskiej. W lipcu 1940 roku został zastępcą do spraw wyszkolenia bojowego dowódcy Północnokaukaskiego Okręgu Wojskowego.
Po agresji niemieckiej na ZSRR pozostał na tym samym stanowisku, jednocześnie odpowiadał za organizację obrony linii rzeki Mius oraz obrony miasta Rostów nad Donem. W okresie od 3 sierpnia do 4 września 1941 roku był dowódcą Północnokaukaskiego Okręgu Wojskowego, a w październiku 1941 roku został dowódca grupy operacyjnej 56 Samodzielnej Armii. Na czele tej grupy bronił Donbasu oraz podejść do Kaukazu. W czerwcu 1942 roku został dowódcą 318 Dywizji Strzeleckiej, a w grudniu 1942 roku dowódcą 16 Korpusu Strzeleckiego. W lutym 1943 roku został dowódcą specjalnej desantowej grupy operacyjnej 18 Armii Frontu Zakaukaskiego. W czerwcu 1943 roku został dowódca 9 Armii, którą dowodził do października 1943 roku, a potem do listopada 1943 roku 70 Armią. Od listopada 1943 roku był dowódcą 28 Armii, na czele której brał udział w wyzwoleniu prawobrzeżnej Ukrainy, w ramach 4 i 3 Frontu Ukraińskiego. W maju 1944 roku został zastępcą dowódcy 3 Frontu Nadbałtyckiego. Na tym stanowisku wziął udział w operacjach pskowsko-ostrowskiej, tartuskiej i ryskiej. Po rozformowaniu frontu 16 października 1944 roku pozostawał początkowo w dyspozycji Naczelnego Dowództwa, a od lutego 1945 roku dowództwa 1 Frontu Ukraińskiego.
Po zakończeniu wojny w maju 1945 roku został dowódcą 48 Korpusu Strzeleckiego i pełnił tę funkcję do maja 1946 roku, kiedy korpus rozformowano a z dowództwa utworzono Lwowski Okręg Wojskowy, został wtedy dowódcą 73 Korpusu Strzeleckiego i funkcję tę pełnił do lipca 1946 roku. Następnie od października 1946 do lutego 1950 roku był zastępca komendanta kursów dowódczych „Wystrieł” do spraw wyszkolenia taktycznego. Następnie został szefem wydziału przyspieszonego szkolenia Wojskowej Szkoły Języków Obcych. W 1954 roku został przeniesiony do rezerwy.
Zmarł w Moskwie, pochowany został na cmentarzu Nowodziewiczym.

## Awanse
- kombrig (Комбриг) (26.11.1935 rozkaz nr 2484)
- generał major (Генерал-майор) (04.06.1940 rozkaz nr 945)
- generał lejtnant (Генерал-лейтенант) (09.10.1943 rozkaz nr 1101)

## Odznaczenia
- Order Lenina (21.02.1945[1])
- Order Czerwonego Sztandaru (pięciokrotnie – 16.11.1932[2], 13.12.1942[3], 05.08.1944[4], 03.11.1944, 20.06.1949[2])
- Order Kutuzowa I st. (09.10.1943[5])
- Order Suworowa II st. (25.05.1945[6])
- Order Bohdana Chmielnickiego I st. (19.03.1944[7])
- Medal „Za obronę Kaukazu” (26.10.1944[8])
- Medal „Za zdobycie Berlina”
- Medal „Za zwycięstwo nad Niemcami w Wielkiej Wojnie Ojczyźnianej 1941–1945”
- Medal jubileuszowy „XX lat Robotniczo-Chłopskiej Armii Czerwonej”
- Medal jubileuszowy „30 lat Armii Radzieckiej i Floty”
- Medal jubileuszowy „40 lat Sił Zbrojnych ZSRR”
- Medal „W upamiętnieniu 800-lecia Moskwy”